# Out of the Blue (album Debbie Gibson)
Out of the Blue è il primo album della cantautrice statunitense Debbie Gibson, pubblicato dall'etichetta discografica Atlantic e distribuito dalla WEA nel 1987.
I brani dell'album, disponibile su long playing, musicassetta e compact disc, sono interamente composti dall'interprete.
L'uscita del disco viene anticipata da Only in My Dreams, al quale fanno seguito altri 5 singoli, estratti fra il 1987 ed il 1988.

## Tracce

### Lato A
1. Out of the Blue
2. Staying Together
3. Only in My Dreams
4. Foolish Beat
5. Red Hot

### Lato B
1. Wake Up to Love
2. Shake Your Love
3. Fallen Angel
4. Play the Field
5. Between the Lines